# Świstunka iberyjska
Świstunka iberyjska (Phylloscopus ibericus) – gatunek małego wędrownego ptaka z rodziny świstunek (Phylloscopidae).

## Systematyka i zasięg występowania
Świstunka iberyjska do niedawna była uważana za podgatunek pierwiosnka. Do 2001 roku w użyciu była też łacińska nazwa Phylloscopus brehmii, wykazano jednak, że jest ona błędna. Obecnie P. ibericus uznaje się za gatunek monotypowy, wcześniej wyróżniano dwa podgatunki:
- Phylloscopus ibericus biscayensis – południowo-zachodnia Francja, północna Portugalia i północna Hiszpania.
- Phylloscopus ibericus ibericus – środkowa i południowa Portugalia, południowo-zachodnia Hiszpania i północno-zachodnia Afryka.

Zimuje w zachodniej Afryce – od Senegalu na wschód po Burkinę Faso i północną Ghanę. Do Polski zalatuje wyjątkowo – do końca 2018 odnotowano zaledwie 4 stwierdzenia; ostatnie z nich miało miejsce wiosną 2018 roku w Kuźnicy (powiat pucki) i był to jednocześnie pierwszy potwierdzony przypadek lęgu tego ptaka na terenie kraju.

## Morfologia
Długość ciała wynosi 11–12 cm, a masa 7–8,25 g. Ma nieco dłuższe skrzydła od pierwiosnka, a wierzch jej ciała jest trochę bardziej zielonkawy i żółtawy.
Ptaków należących do tych dwóch gatunków nie da się rozpoznać w terenie na podstawie cech zewnętrznych. Wyraźnie różni się natomiast głosem djiu, przypominającym głos gila oraz trzyczęściową pieśnią, podobną trochę do śpiewu piecuszka, a złożoną z wydawanych coraz szybciej, ostro brzmiących sylab. Często zakańcza ją trylem tjip-tjip-thip-huid-huid-tirr.

## Status i ochrona
Międzynarodowa Unia Ochrony Przyrody (IUCN) uznaje świstunkę iberyjską za gatunek najmniejszej troski (LC – Least Concern). Liczebność populacji europejskiej w 2015 roku szacowano na 926 000 – 1 530 000 dorosłych osobników. Trend liczebności populacji uznawany jest za wzrostowy.
Na terenie Polski podlega ścisłej ochronie gatunkowej.